# Киндан, Сарджит Сингх
Сарджит Сингх Киндан (англ. Sarjit Singh Kyndan, 24 ноября 1962) — малайзийский хоккеист (хоккей на траве), полевой игрок. Участник летних Олимпийских игр 1984 и 1992 годов, двукратный бронзовый призёр летних Азиатских игр 1982 и 1990 годов.

## Биография
Сарджит Сингх Киндан родился 24 ноября 1962 года.
В 1984 году вошёл в состав сборной Малайзии по хоккею на траве на летних Олимпийских играх в Лос-Анджелесе, занявшей 11-е место. Играл в поле, провёл 7 матчей, забил 2 мяча (по одному в ворота сборных США и Испании).
В 1992 году вошёл в состав сборной Малайзии по хоккею на траве на летних Олимпийских играх в Барселоне, занявшей 9-е место. Играл в поле, провёл 7 матчей, забил 2 мяча в ворота сборной Новой Зеландии.
Дважды выигрывал бронзовые медали хоккейных турниров летних Азиатских игр — в 1982 году в Нью-Дели и в 1990 году в Пекине.